# جيري كولينز (لاعب كرة قدم)
جيري كولينز (بالإنجليزية: Gerry Collins)‏ (12 مارس 1955 بغلاسكو في المملكة المتحدة - 20 مايو 2024) هو مدرب كرة قدم ولاعب كرة قدم بريطاني في مركز الدفاع. لعب مع نادي بارتيك ثيسل وهاميلتون أكاديميكال ونادي سترنرير ‏ ونادي ألبيون روفرز ونادي آير يونايتد.